# سوكس
سوكس (مارس 1989 - فبراير 2009) هو قط انتمى إلى عائلة بيل كلينتون، الرئيس الأمريكي الأسبق. بعد انتهاء الفترة الرئاسية لمالكه، عاش سوكس عند سكرتيرة كلينتون، باتي كوري.